# Bogyay Lajos
Várbogyai és nagymádi Bogyay Lajos (Zalahaláp, Zala vármegye, 1803. január 9. – Keszthely, 1875. december 19.)
császári és királyi kamarás, Zala vármegye megyefőnöke 1849 és 1860 között, a Ferenc József-rend és a Vaskoronarend vitéze, birtokos.

## Családja és származása
A nemesi származású várbogyai és nagymádi Bogyay család sarja. Apja várbogyai és nagymádi Bogyay Ignác (1778-1805), földbirtokos, anyja bocsári Svastics Jozefa (1780-1819). Apai nagyszülei Bogyay Péter (1751-1785), földbirtokos és kisbarnaki Farkas Judit asszony voltak. Anyai nagyszülei bocsári Svastics Antal (1748-1797), földbirtokos, és vizeki Tallián Magdolna (1754-1824) voltak; Svastics Antalné Tallián Magdolna szülei vizeki Tallián László (1729-1774), földbirtokos, és nagyatádi Czindery Mária voltak. Az apai dédszülei várbogyai és nagymádi Bogyay József, földbirtokos, és lomniczai Skerlecz Anna Mária voltak; Bogyay Józsefné Skerlecz Anna Mária szülei lomniczai Skerlecz Sándor (1700–1733), és barkóczi Rosty Mária (1710–1763) voltak. Bogyay Lajos keresztszülei mesterházi Mesterházy Lajos (1743-1806) Zala vármegye első alispánja és felesége hertelendi és vindornyalaki Hertelendy Judit (1759-1822) voltak. Bogyay Lajos édesapjának a halála után anyját, bocsári Svastics Jozefát Zalahalápon 1808. október 22-én a kisbarnaki Farkas családból való kisbarnaki Farkas Ignác (1778–1839), balatonedericsi földbirtokos vette feleségül. Bogyay Lajosnak az anyja révén a féltestvére kisbarnaki Farkas Benjamin Károly (1812-1871), a szántói járás alszolgabírója volt.

## Élete
Fiatal korábban a zalai konzervatív párthoz tartozott, amelynek a vezetői forintosházi Forintos György, nemes Hegyi Domonkos, és rumi és rábadoroszlói Rumy Károly voltak; Bogyay Lajos féltestvére kisbarnaki Farkas Benjamin Károly, szántói alszolgabíró szintén tagja volt a zalai konzervatív csoportnak. 1844. június 10-e és 1847. június 14-e között a tapolcai járás főszolgabírája volt. Az 1847. évi tisztújítás során Bogyay másodalispán szeretett volna lenni, és amikor ez nem sikerült, mert az ellenzéki párt aratott teljes győzelmet, visszavonult birtokára, lemondva valamennyi megyében viselt tisztségéről. 1848-49-ben nemzetőrtisztként a tapolcai járás nemzetőreit irányította, később őrnagyi rangot kapott. A szabadságharc leverése után Zala vármegye megyefőnökké nevezte ki az uralkodó; 1849. október 22-étől 1861. januárjáig töltötte be ezt a hivatalt. 1849. október 24-én amikor megjelent Haynau rendelete az új közigazgatási beosztásról az országot katonai kerületekre osztották; ezeken belül polgári kerületeket hoztak létre - ahová 3-4 megye tartozott élén kerületi főbiztos állt főispáni rangban. A báró Hauer István által irányított Soproni katonai kerülethez tartozott a székesfehérvári (polgári) kerület és a tolnai (polgári) kerület, valamint Moson, Sopron, és Vas megyék, amelyek közvetlen Hauer alárendeltek voltak. Bach 1850. szeptember 13-ai rendeletével létrehozták Magyarországon az öt polgári kerületet, és a hadügyminiszter 1850 november 1-jével a katonai kerületek határait a polgári kerületek határaihoz igazította, és a katonai kerületek Verwaltungsgebiet Distrikt elnevezéssel éltek tovább. A tolnai kerületi főispán báró Augusz Antal, és a székesfehérvári kerületi főispán jobaházi Dőry Gábor lett. A megyék élére pedig császári-királyi biztost (megyefőnököt) neveztek ki: például Zala élére nagymádi és várbogyai Bogyay Lajos, Győr megye élére enesei Dorner Ede (1810-1893), került mint megyefőnök. A Muraközt végleg elcsatolták a megyétől, Horvátország része lett. 1849-ben, Bogyay Lajos továbbra is zalahalápi birtokán maradt, itt kapta meg a soproni kerületi főispán rendelkezéseit és innen továbbította Zalaegerszegre csáfordi Csillagh Lajos (1789–1860) zalai alispánnak, aki ténylegesen a megyei közigazgatás vezetője volt. Az önkényuralmi közigazgatás bevezetése báró Hauer István császári biztos jelentése alapján tett intézkedések után, 1850 elején történt meg Zala megyében; ekkor Csillagh alispán végleg elbúcsúzott a vármegye közigazgatásától.
Megyefőnöksége során Bogyay Lajos levelet írt a Bécsben lakó herceg Batthyany-Strattmann Fülöpnek, amelyen javasolta, hogy Zala vármegye székhelyét Zalaegerszegről legyen áthelyezve Nagykanizsára. A hercegtől kérte, hogy az ottani épületeiben lehessen befogadni a hivatalnokok; erre a herceg válaszolt, hogy az összes uradalmi épületei, amiket az uradalom nem vett használatba, már az előző év őszén bérbe adattak, és így nincs olyan épület, amelyet a megyei székhely áthelyezése esetén akár lakásnak, akár hivatali helyiségek céljaira átengedhetne. Ezzel elutasította az első hivatalos megyei székhely áthelyezésének a kísérletét.
I. Ferenc József magyar király körutazást tett Magyarországon; Zala megyébe 1852. június 29-én érkezett. Reggel Keszthelyen, ahol a Festetics család főúri palotájában fogadta a küldöttségeket, majd az ebédet követően meglátogatta a városi kórházat, a szolgabírói hivatalt és a járási börtönöket. Este pedig Balatonfüreden fogadták az uralkodót. A zalai fogadtatást a megyefőnöki hivatalban szervezték Bogyay Lajossal élén.

## Házassága és gyermekei
Somogyfajszon 1827. február 21-én feleségül vette az unokatestvérét, várbogyai és nagymadi Bogyay Eleonóra Borbála (*Somogyfajsz, 1808. 	
december 14.–†Keszthely, 1883. december 27.) kisasszonyt, akinek a szülei várbogyai és nagymadi Bogyay Péter (1779-1859), földbirtokos és bezerédi Bezerédj Magdolna (1788-1829) voltak. A menyasszony apai nagyszülei várbogyai és nagymadi Bogyay Péter (1751-1798), földbirtokos és kisbarnaki Farkas Judit; az anyai nagyszülei bezerédi Bezerédj Zsigmond (1758-1825), földbirtokos és becsvölgyi Pajss Anna (1762-1838) voltak. A házasságukból 14 gyermek született, azonban csak 4 érte el a felnőttkort:
- Bogyay Leontina Oktávia Amália Elenóra Magdolna (*Zalahaláp, 1830. március 24.–†Lesencetomaj, 1870. november 9.).[9] Férje: hertelendi és vindornyalaki Hertelendy Kálmán Rudolf (*Lesencetomaj, 1820. március 28. –† Lesencetomaj, 1875. november 18.) honvédszázados, országgyűlési képviselő, Zala vármegye főispánja, földbirtokos, a "Zalavármegyei Gazdasági Egyesület" tagja.[10]
- Bogyay Hermina Alojzia Terézia (*Zalahaláp, 1833. december 31.–†Pusztadörögd, 1904. november 25.).[11] Férje: besenyői és velikei Skublics Gyula (*Besenyő, Zala vármegye, 1831. január 29. –† Besenyő, Zala vármegye, 1906. május 24.) Zala vármegye főispánja, zalai földbirtokos, 1848-as honvéd.
- Bogyay István Vilmos (1835-1900). Neje: Nedeczei Nedeczky Konstancia.
- Bogyay Irén (*Zalahaláp, 1836. június 20.–†1885. február 28.). Férje: várbogyai és nagymadi Bogyay Máté (1838-1916), a keszthelyi kerület országgyűlési képviselője, földbirtokos, vármegyei bizottsági tag.[12]

## Származása
| várbogyai és nagymádi Bogyay Lajos (*Zalahaláp, Zala vármegye, 1803. január 9. – Keszthely, 1875. december 19.) császári és királyi kamarás, Zala vármegye megyefőnöke | Apja: várbogyai és nagymádi Bogyay Ignác (Sármellék, 1778. szeptember 9.–Zalahaláp, 1805. szeptember 1.) földbirtokos | Apai nagyapja: várbogyai és nagymádi Bogyay Péter (Sümeg, 1751. június 30.–1786) zalai szolgabíró, földbirtokos | Apai nagyapai dédapja: várbogyai és nagymádi Bogyay József (Sümeg, 1721. március 3.) földbirtokos (Szülei: várbogyai és nagymádi Bogyay József, földbirtokos és csúzi és pusztaszentmihályi Csúzy Krisztina) |
| várbogyai és nagymádi Bogyay Lajos (*Zalahaláp, Zala vármegye, 1803. január 9. – Keszthely, 1875. december 19.) császári és királyi kamarás, Zala vármegye megyefőnöke | Apja: várbogyai és nagymádi Bogyay Ignác (Sármellék, 1778. szeptember 9.–Zalahaláp, 1805. szeptember 1.) földbirtokos | Apai nagyapja: várbogyai és nagymádi Bogyay Péter (Sümeg, 1751. június 30.–1786) zalai szolgabíró, földbirtokos | Apai nagyapai dédanyja: lomniczai Skerlecz Anna Mária (Perenye, 1733. január 4.) (Szülei: lomniczai Skerlecz Sándor, földbirtokos és barkóczi Rosty Mária)                                                   |
| várbogyai és nagymádi Bogyay Lajos (*Zalahaláp, Zala vármegye, 1803. január 9. – Keszthely, 1875. december 19.) császári és királyi kamarás, Zala vármegye megyefőnöke | Apja: várbogyai és nagymádi Bogyay Ignác (Sármellék, 1778. szeptember 9.–Zalahaláp, 1805. szeptember 1.) földbirtokos | Apai nagyanyja: kisbarnaki Farkas Judit (Nagybajom, 1747. március 17.)                                          | Apai nagyanyai dédapja: kisbarnaki Farkas Sándor (Szülei: kisbarnaki Farkas Gábor, zalai főszolgabiró, földbirtokos és dávodi Bakó Judit)                                                                    |
| várbogyai és nagymádi Bogyay Lajos (*Zalahaláp, Zala vármegye, 1803. január 9. – Keszthely, 1875. december 19.) császári és királyi kamarás, Zala vármegye megyefőnöke | Apja: várbogyai és nagymádi Bogyay Ignác (Sármellék, 1778. szeptember 9.–Zalahaláp, 1805. szeptember 1.) földbirtokos | Apai nagyanyja: kisbarnaki Farkas Judit (Nagybajom, 1747. március 17.)                                          | Apai nagyanyai dédanyja: toposházi Topos Rozália (Szülei: toposházi Topos Zsigmond, földbirtokos és Babocsay Katalin)                                                                                        |
| várbogyai és nagymádi Bogyay Lajos (*Zalahaláp, Zala vármegye, 1803. január 9. – Keszthely, 1875. december 19.) császári és királyi kamarás, Zala vármegye megyefőnöke | Anyja: bocsári Svastics Jozefa (Tanakajd, 1780. április 30.– Zalahaláp, 1819. január 28.)                             | Anyai nagyapja: bocsári Svastics Antal (Tanakajd, 1748. július 13.– Tanakajd, 1797. december 29.), földbirtokos | Anyai nagyapai dédapja: bocsári Svastics Zsigmond (1710.– Tanakajd, 1758. január 17.) (Szülei: bocsári Svastis János, földbirtokos és táplánfalvi Polányi Erzsébet)                                          |
| várbogyai és nagymádi Bogyay Lajos (*Zalahaláp, Zala vármegye, 1803. január 9. – Keszthely, 1875. december 19.) császári és királyi kamarás, Zala vármegye megyefőnöke | Anyja: bocsári Svastics Jozefa (Tanakajd, 1780. április 30.– Zalahaláp, 1819. január 28.)                             | Anyai nagyapja: bocsári Svastics Antal (Tanakajd, 1748. július 13.– Tanakajd, 1797. december 29.), földbirtokos | Anyai nagyapai dédanyja: nemes Vrancsics Krisztina (†1767) (Szülei: Vrancsics János és Beke Magdolna) |
| várbogyai és nagymádi Bogyay Lajos (*Zalahaláp, Zala vármegye, 1803. január 9. – Keszthely, 1875. december 19.) császári és királyi kamarás, Zala vármegye megyefőnöke | Anyja: bocsári Svastics Jozefa (Tanakajd, 1780. április 30.– Zalahaláp, 1819. január 28.)                             | Anyai nagyanyja: vizeki Tallián Magdolna (1754– Szentgáloskér, 1824. február 19.)                               | Anyai nagyanyai dédapja: vizeki Tallián László (*Salomvár, 1729. március 23.– Nagyatád, 1774. április 21.) földbirtokos, (Szülei: vizeki Tallián József, földbirtokos és báró Bakács Terézia)                |
| várbogyai és nagymádi Bogyay Lajos (*Zalahaláp, Zala vármegye, 1803. január 9. – Keszthely, 1875. december 19.) császári és királyi kamarás, Zala vármegye megyefőnöke | Anyja: bocsári Svastics Jozefa (Tanakajd, 1780. április 30.– Zalahaláp, 1819. január 28.)                             | Anyai nagyanyja: vizeki Tallián Magdolna (1754– Szentgáloskér, 1824. február 19.)                               | Anyai nagyanyai dédanyja: nagyatádi Czindery Mária (Szülei: nagyatádi Czindery István és Adamovich Mária) |